# Бад-Эндорф
Бад-Эндорф (нем. Bad Endorf) — община в Германии, в земле Бавария. 
Подчиняется административному округу Верхняя Бавария. Входит в состав района Розенхайм.  Население составляет 7936 человек (на 31 декабря 2010 года). Занимает площадь 40,11 км².